# Oberhessen (Region)
Oberhessen ist eine Landschaft im mittleren Hessen und war die Bezeichnung verschiedener historischer Verwaltungseinheiten.

## Geografie
Oberhessen liegt im Bundesland Hessen. Begrenzt wird es im Süden von Wetterau und Rhein-Main-Gebiet, im Osten durch den Vogelsberg, und das Knüllgebirge, im Norden durch den Kellerwald und im Westen durch das Gladenbacher Bergland. Die Landschaft ist durch Mittelgebirge geprägt. Zu Oberhessen gehören heute die Naturparks Lahn-Dill-Bergland und Vulkanregion Vogelsberg und die Stadtregionen um Marburg und Gießen.

## Geschichte
Historisch wurde der Begriff Oberhessen mehrfach verwendet, um politische Untergliederungen der hessischen Staaten zu bezeichnen.

## Mittelalter und frühe Neuzeit
Im Mittelalter bezeichnete das „Oberfürstentum Hessen“ den südlichen Teil der Landgrafschaft Hessen, der durch die Grafschaft Ziegenhain bis 1450 vom „Niederfürstentum Hessen“ um Kassel und Gudensberg getrennt war. Daraus leiteten sich später die Bezeichnungen Oberhessen und Niederhessen ab.

Nach dem Tod des Landgrafen Philipp I. wurde Hessen unter seinen vier Söhnen aufgeteilt. Dabei entstand im Bereich von Oberhessen die Landgrafschaft Hessen-Marburg. Nach dem kinderlosen Tod des Marburger Landgrafen Ludwig IV. 1604 wurde Hessen-Marburg zwischen der Landgrafschaft Hessen-Kassel und der Landgrafschaft Hessen-Darmstadt geteilt und war gleichwohl für mehr als vier Jahrzehnte zwischen den beiden Landgrafschaften heftig umkämpft. 
Erst mit dem Westfälischen Frieden wurde für etwa 150 Jahre Stabilität erreicht. Hessen-Darmstadt erhielt den südlichen Bereich der ehemaligen Landgrafschaft Hessen-Marburg mit Gießen als Zentrum. Auch das so genannte Hessische Hinterland um Gladenbach, Biedenkopf und Battenberg kam zu Hessen-Darmstadt. Hessen-Kassel erhielt den nördlichen Teil von Oberhessen mit Marburg.

## 1815–1945

### Hessen-Kassel
Das Kurfürstentum Hessen führte 1821 unmittelbar nach dem Regierungswechsel von Kurfürst Wilhelm I. zu Kurfürst Wilhelm II. mit dem Organisations-Edikt Wilhelm II. umfassende Reformen in Justiz und Verwaltung durch. Dabei entstand auch als eine von vier Provinzen die kurhessische Provinz Oberhessen. Provinzhauptstadt und größte Stadt der Provinz war Marburg.
Im Zuge der Märzrevolution 1848 wurden die Kreise durch Bezirke ersetzt und die Provinzen aufgelöst. Unter Kurfürst Friedrich Wilhelm wurde das am 15. September 1851 wieder rückgängig gemacht und die Verwaltungsgliederung von 1821 wiederhergestellt.
Die kurhessische Provinz Oberhessen bestand bis 1868 und wurde dann in Folge der Annexion durch Preußen aufgelöst. Im Königreich Preußen wurde die Provinz Oberhessen Teil des Regierungsbezirks Kassel der Provinz Hessen-Nassau.

### Hessen-Darmstadt

Hessen, 1900. Gelb: Oberhessen

Die Provinz Oberhessen (bis 1816: Fürstentum Oberhessen) war eine Provinz der Landgrafschaft Hessen-Darmstadt und ihrer Nachfolger, des Großherzogtums Hessen und des Volksstaates Hessen. Sie bestand von 1803 bis 1937.

## Nachwirkungen

### Territorialer Verbleib
Heutige Gebietskörperschaften auf dem Gebiet der ehemaligen Provinz sind die hessischen Landkreise Gießen, Vogelsberg und Wetterau, die das ehemals oberhessische Territorium fast exakt abbilden. Auf regionaler Ebene gibt es seit 1981 den Regierungsbezirk Gießen, der die Tradition Gießens als Sitz der Landesverwaltung wiederaufnahm. Im Unterschied zur ehemaligen Provinz fehlt dem Gebiet des Regierungsbezirks die Wetterau, dafür umfasst es das ehemals kurhessische Marburg, das ehemals rheinische Wetzlar und das ehemals nassauische Limburg.

### Mittelhessen
Mit der Schaffung Groß-Hessens in der US-amerikanischen Besatzungszone 1945 wurden die Grenzen zwischen den beiden aus der Teilung 1567 hervorgegangenen hessischen Staaten aufgehoben. Für den Bereich der ehemaligen Oberhessischen Provinzen bildete sich – in Bezug auf das neu konstituierte Bundesland Hessen – der Begriff Mittelhessen. Auch für das Regierungspräsidium Gießen wird umgangssprachlich die Bezeichnung „Regierungspräsidium Mittelhessen“ verwendet. Der Begriff „Oberhessen“ wird heute vor allem noch im historischen Zusammenhang und für die Bezeichnung der Landschaft nordöstlich des Rhein-Main-Gebiets verwendet.

### Weitere Verwendung
Der Begriff findet anhaltende Verwendung in den Institutionen Verein Oberhessen, Sparkasse Oberhessen, Oberhessisches Museum und Oberhessischer Geschichtsverein, Propstei Oberhessen, Oberhessischer Gebirgsverein, Oberhessisches Diakoniezentrums Johann-Friedrich-Stift, Oberhessischer Künstlerbund Giessen e. V. (gegr. 1943), Oberhessischer Golf-Club Marburg e. V., Oberhessischer Anwaltverein, Oberhessische Gesellschaft für Natur- und Heilkunde, Jägervereinigung Oberhessen und Oberhessische Versorgungsbetriebe AG (OVAG). Im Bereich der Medien zeugen der Zeitungsverlag Oberhessische Presse, die Oberhessische Zeitung und das Online-Magazin Oberhessen-live nur im ersten Fall von einem Traditionsnamen.
Des Weiteren wird in drei modernen Slogans bzw. im Firmenschriftzug auf die traditionelle Regionsbezeichnung verwiesen: Schlammbeiser Pils. Ein Bier für Gießen – Handwerklich gebraut in Oberhessen, Licher Hessenquell Landbier. Nach Oberhessischer Rezeptur gebraut und das Unternehmen Oberhessisches Backhaus Horst, gegr. 1859. Im Verkehrsbereich trägt die Verkehrsgesellschaft Oberhessen (VGO) den traditionellen Namen weiter, außerdem tragen einige Bahnstationen den Zusatz (Oberhess): Grünberg, Ehringshausen und Alsfeld (an der Bahnstrecke Gießen–Fulda); Lich, Langsdorf,  Bleichenbach und Büdingen (an der Bahnstrecke Gießen–Gelnhausen) sowie Assenheim (an der Bahnstrecke Friedberg–Hanau).